# 西船橋駅ホーム転落死事件
西船橋駅ホーム転落死事件（にしふなばしえきホームてんらくしじけん）は、1986年（昭和61年）1月、千葉県船橋市の国鉄西船橋駅で酒に酔って絡んできた男性の身体を女性が突いたところ、男性がホーム下に転落し、そこに進入してきた電車に巻き込まれて死亡した事件である。女性は傷害致死罪で起訴されたが、翌年9月の千葉地裁判決において正当防衛が認められ、無罪が確定した。西船橋駅事件とも呼ばれる。

## 概要
1986年（昭和61年）1月14日23時頃、日本国有鉄道（現在のJR東日本）総武線西船橋駅の4番線プラットホームで女性（当時41歳）と酒に酔って執拗に絡む男性（当時47歳）が口論となり、その最中に男性が両手で女性のコートの襟のあたりを掴んで離そうとしないことからもみ合いとなった。もみ合いの中で女性は男性を突き飛ばし、突かれてよろけた男性は線路上に転落した。その場にいた他の客数人がホーム上に引き上げようとしたが、男性は入線してきた上り電車に轢かれ死亡した。女性は傷害致死罪で逮捕・起訴されたが、裁判で正当防衛が認められ無罪となった。
当事件については当時、男性（都立高校体育科教諭）と女性（ストリッパー）の職業の対比から、興味本位に報道するマスコミが多かった。しかし、このことが結果として、当事件のような女性に対する男性の暴力の問題を浮き彫りにし、被告女性に対する有志の女性たちの応援団が結成されるなど支援の輪を広げることとなった。無罪判決を求める署名運動が1987年1月から始まり、4千筆あまりが集まった。

## 裁判
千葉地方裁判所において女性に対し、検察は傷害致死罪で懲役2年を求刑した。一方、弁護側は、正当防衛の成立を主張した。
日本の刑法は、「急迫不正の侵害に対して、自己又は他人の権利を防衛するため、やむを得ずにした行為」は、正当防衛として処罰の対象にならないと定めている（刑法36条1項）。権利を脅かす侵害行為（本件では男性による「執拗な絡み」）に対して行われた防衛行為（本件では女性による「突き飛ばし」）が正当な行為として扱われるためにはいくつかの条件があるが、本件事案では、防衛行為が招来した相手の死という結果が防衛行為によって守られた利益と比して不均衡であるから、いわゆる過剰防衛の可能性が問題となる。
もっとも、本件のように、反撃行為によって侵された利益が守ろうとした利益よりも大きいケースについては、すでに1969年（昭和44年）に最高裁が判断しており、この判例によれば、刑法36条1項にいう「やむを得ずにした行為」とは、「反撃行為が急迫不正の侵害に対する防衛手段として相当性を有することを意味し、右行為によって生じた結果がたまたま侵害されようとした法益より大であっても、正当防衛行為でなくなるものではない」とされている。
千葉地裁は1987年（昭和62年）9月17日、上記判例に従い、女性が男性から逃れるために身体を突き飛ばしたことは、手段としては妥当なものであり、結果的に男性がプラットホーム下に転落し、ホームと到着した電車に身体を挟まれるという想定外の事情により死亡したとしても、男性による急迫不正な侵害行為から逃れる正当なる防衛行為にあたるとし、被告人に正当防衛を認め無罪とした。検察は控訴せず、無罪が確定した。

## セクシュアルハラスメント概念と当事件
当事件の裁判を、性的嫌がらせの概念として「セクシュアル・ハラスメント」が日本社会に浸透した最初の事例、“日本初のセクハラ裁判”とする主張も見られるが、実情にそぐわない誤解だとする批判がある。たしかに当事件は男性から女性に対する執拗な嫌がらせの様相を呈しているが、「偶発的な事件と言うこともあってセクハラという概念も言葉もあまり拡がらなかったようです」と評され、研究者も当事件の判決が出た翌年の1988年（昭和63年）を指して「この時点でもセクシュアル・ハラスメントに関する認識は、まだ女性問題や労働問題に詳しい一部の人々の間にとどまっていた」としている。また別の研究ではマスコミがセクシュアル・ハラスメントという言葉を取り上げ始めた時期が1989年（平成元年）4月以降と特定されている。
こうした誤解の成立には、当事件および翌1987年（昭和62年）の池袋買春男性死亡事件の裁判で被告女性を支援した女性団体「働くことと性差別を考える三多摩の会」が1988年にセクシュアル・ハラスメントに関する日本初の書籍となる『日本語版 性的嫌がらせをやめさせるためのハンドブック』を翻訳刊行して反響を呼んだことや、1989年（平成元年）の新語・流行語大賞で「セクシャル・ハラスメント」が新語部門・金賞を受賞した際、当事件の被告弁護団の河本和子弁護士が授賞式で表彰されたことなどが影響したと指摘されている。
いずれにせよ、セクシュアル・ハラスメントは河本弁護士が提唱した言葉ではなく、当裁判の弁論でも用いられていない。また裁判から新語・流行語大賞を受賞する1989年12月までに2年以上の時間のずれがある。それにも関わらず当事件の弁護士に新語・流行語大賞が授賞したのは、単語「セクハラ」が大きな話題となる決定的な要因となった、出版社を不当解雇された女性（晴野まゆみ）が1989年8月に福岡地方裁判所で起こした一般に日本初のセクハラ民事訴訟とされる福岡セクシュアルハラスメント事件の裁判が終了しておらず、係争中であったためと言われている。

## その他
- のちに当事件をモデルにしたテレビドラマ『事件 (2) : OLが見たホーム転落死の真相！ もし貴女が男にからまれたら…』がテレビ朝日「土曜ワイド劇場」で制作され、1994年（平成6年）に放映された[42][43]。事件の舞台は群馬県に変更されているが、実際の裁判と同様に被告人女性に無罪が言い渡される結末となっている[要出典]。
- 当事件は、学校教育でおこなわれる模擬裁判のモデルケースとして用いられることがある[44][45]。